# Gustaf Wattrang
Gustaf Wattrang, né en 1660 et mort en 1716, est un amiral suédois de la grande guerre du Nord.

## Origine
Gustaf Wattrang est le fils de Zakarias Wattrang (sv), un médecin fondateur du Collegium medicum (sv).

## Carrière
En 1710, Wattrang est vice-amiral et commande l'escadre de Nyenska, composée de sept vaisseaux et trois frégates. L'année suivante, il commande la flotte qui transporte l'armée de secours suédoise en Poméranie. Devenu amiral en 1712, il commande à l'époque de Noël une expédition de secours qui n'atteint pas son but en raison des nombreuses tempêtes hivernales. Commandant de la flotte suédoise dans le golfe de Finlande, il est battu à la bataille d'Hangö Oud, ce qui le contraint à se replier sur les côtes suédoises et entraine la perte de la Finlande.

## Sources
- (sv) Cet article est partiellement ou en totalité issu de l’article de Wikipédia en suédois intitulé « Gustaf Wattrang » (voir la liste des auteurs).